# Казе Раци (Ферара)
Казе Раци (итал. Case Razzi) је насеље у Италији у округу Ферара, региону Емилија-Ромања.
Према процени из 2011. у насељу је живело 46 становника. Насеље се налази на надморској висини од 4 м.